# Mongolské letectvo
Mongolské letectvo a protivzdušná obrana (mongolsky Монгол Улсын Агаарын Довтолгооноос Хамгаалах Цэргийн Хүчин) je letecká složka ozbrojených sil Mongolska.

## Přehled letecké techniky
Tabulka obsahuje přehled letecké techniky vzdušných sil Mongolska podle Flightglobal.com.
| Název                          | Původ                          | Určení                         | Verze                          | V aktivní službě               | Poznámky                       |                                |
| Dopravní a transportní letouny | Dopravní a transportní letouny | Dopravní a transportní letouny | Dopravní a transportní letouny | Dopravní a transportní letouny | Dopravní a transportní letouny | Dopravní a transportní letouny |
| ------------------------------ | ------------------------------ | ------------------------------ | ------------------------------ | ------------------------------ | ------------------------------ | ------------------------------ |
| Antonov An-26                  | Sovětský svaz                  | transportní letoun             |                                | 3                              |                                |                                |
| Vrtulníky                      |                                |                                |                                |                                |                                |                                |
| Mil Mi-8/Mi-171                | Sovětský svaz/Rusko            | transportní vrtulník           |                                | 6                              |                                |                                |